# Air Livonia
Az Air Livonia észt légitársaság volt, amely 1994–2006 között működött. Bázisrepülőtere a Pärnui repülőtér volt.
A légitársaságot 1994-ben alapították Balti AeroService néven, részvénytársasági formában. 1997-től működött AirLivonia néven. A társaság megszűnéséig menetrend szerinti és charter járatokat üzemeltetett, továbbá légi teherszállítással is foglalkozott. Fő célállomásai Kihnu, Ruhnu és Kuressaare voltak. 2006. április 30-án szüntette be tevékenységét.
A légitársaság tulajdonosa és vezérigazgatója Ants Aringo volt. A cég 2000-ig Pärnuban, utána a pärnui repülőtér melletti Eametsa faluban volt bejegyezve.
A működése első éveiben a cég az Estonian Air nemzeti légitársaságtól bérelt repülőgépeket, majd az 1990-es évek végén saját gépeket vásárolt: két An–28-as és egy An–2-es repülőgépet.